# Daniel Rothaug
Daniel Rothaug (* 1988 in Regensburg) ist ein deutscher Schauspieler und Hörspielsprecher.

## Leben
Rothaug wuchs in Regensburg auf und leistete dort nach dem Abitur den Zivildienst ab. Danach studierte er von 2009 bis 2013 Schauspiel an der Hochschule für Musik und Darstellende Kunst Frankfurt am Main. Während seines Studiums wurde er 2012 von Oliver Reese für zwei Spielzeiten für das „SchauspielSTUDIO“ des Schauspiel Frankfurts engagiert. Hier war er u. a. als Bill Henson in der Bühnenfassung des Films „Dogville“ von Lars von Trier (Regie: Karin Henkel), als „Der Chor“ in „Biedermann und die Brandstifter“ von Max Frisch (Regie: Robert Schuster), als junger Mann in „Die Geierwally“ von Wilhelmine von Hillern (Regie: Johanna Wehner) und als Protagonist in dem Monodrama „Ein kurzer Aussetzer“ von Carlos Eugenio López (Regie: Christian Franke) zu sehen. Letzteres wurde 2015 an das Theater Münster übernommen. Ebenfalls am Schauspiel Frankfurt entstanden mit dem Autor und Theaterregisseur Alexander Eisenach die Arbeiten „Wälsungenblut“ nach Thomas Mann sowie „Das Leben des Joyless Pleasure“, ein Text von Alexander Eisenach selbst.
Ab 2014 gehörte er für drei Jahre dem Ensemble des Theaters Münster an. Dort spielte er u. a. Oskar Matzerath in „Die Blechtrommel“ von Günter Grass (Regie: Alexander Frank), den „Anderen“ in „Draußen vor der Tür“ von Wolfgang Borchert (Regie: Bernadette Sonnenbichler), Pater Riccardo Fontana in „Der Stellvertreter“ von Rolf Hochhuth (Regie: Kathrin Mädler) sowie den jungen Martin Luther in der Uraufführung des Stückes „Martinus Luther“ von John von Düffel (Regie: Max Claessen). Für die Rolle Martin Luthers wurde Rothaug 2017 im Jahrbuch der „Theater heute“ von Dirk Pilz in der Kritikerumfrage als „Bester Nachwuchsschauspieler des Jahres“ genannt und erhielt, 2016 neben dem Preis der Gesellschaft der Musik- und Theaterfreunde Münsters und des Münsterlandes e.v., 2017 den Münsteraner Publikumspreis Volksbühnentaler.
Seit 2012 arbeitet er als Sprecher in Features und Hörspielen u. a. für den WDR, den Hessischen Rundfunk, den SWR, den NDR, den Deutschlandfunk, Deutschlandradio sowie den Audio Verlag. Er sprach z. B. die Rolle des „Seppel“ in dem Hörspiel „Der Räuber Hotzenplotz und die Mondrakete“, nach dem gleichnamigen Kinderbuch von Otfried Preußler, welches der WDR 2018 anlässlich des 95. Geburtstages des Autors postum veröffentlichte.
Seit 2017 ist Rothaug mit dem Beginn der Intendanz von Florian Fiedler am Theater Oberhausen engagiert. Während dieser Intendanz war er u. a. in „Das Siebte Kreuz“ von Anna Seghers (Regie: Lars-Ole Walburg), als Biff Loman in „Tod eines Handlungsreisenden“ von Arthur Miller (Regie: Babett Grube), als Jochanaan in „Salome“ von Oscar Wilde (Regie: Stef Lernous) und als Saša in der Uraufführung der Bühnenadaption des Romans „Herkunft“ von Saša Stanišić (Regie: Sascha Hawemann) zu sehen.
Daniel Rothaug gehört auch bei Intendantin Kathrin Mädler fest zum Oberhausener Ensemble. Hier spielte er die Rolle des Paul Immergrün in der vielbeachteten Uraufführung von Anna Gmeyners Stück „Welt überfüllt“ (Regie: Thomas Ladwig) und ist als Franz Woyzeck in „Woyzeck“ von Georg Büchner zu sehen (Regie: Pia Richter).

## Hörspiele (Auswahl)
- 2012: Anne Lepper: Seymour oder: Ich bin nur aus Versehen hier – Regie: Detlef Meißner (WDR)
- 2012: Nathanael West: Eine glatte Million – Regie: Leonhard Koppelmann (Hessischer Rundfunk)
- 2013: Ödön von Horváth: Jugend ohne Gott – Regie: Uwe Schareck (WDR)
- 2015: nach Ovid: Das Buch der Verwandlungen (2. Buch: Theseus und der Minotaurus) – Regie: Thomas Werner (WDR)
- 2016: Philipp Winkler: HOOL – Regie: Gerrit Booms (WDR)
- 2018: Ken Follett: Das Fundament der Ewigkeit – Regie: Thomas Werner (WDR)
- 2018: Otfried Preußler: Der Räuber Hotzenplotz und die Mondrakete – Regie: Petra Feldhoff (WDR)
- 2018: Cixin Liu: Der dunkle Wald – Regie: Martin Zylka (WDR)
- seit 2019: Raimon Weber: Vidan. „Schrei nach Leben“ Season 1 - 3 – Regie: Raimon Weber (Europa / Sony)
- 2019: Yishai Sarid: Monster – Regie: Detlef Meißner (WDR)
- 2019: Madeleine Giese: Wetterleuchten (ARD Radio Tatort) – Regie: Matthias Kapohl (Saarländischer Rundfunk)
- 2020: John Steinbeck: Jenseits von Eden – Regie: Christiane Ohaus (NDR)
- 2020: Cixin Liu: Jenseits der Zeit – Regie: Martin Zylka (WDR)
- 2021: Denise Mina: Klare Sache – Regie: Janine Lüttmann (NDR)
- 2021: Benjamin Quabeck und Alexander von Lukowitz: Antikammer – Regie: Benjamin Quabeck (WDR)[29]
- 2022: Volker Kutscher: Goldstein (dritte Staffel von Das Hörspiel zu Babylon Berlin) – Regie: Benjamin Quabeck (WDR)
- 2022: nach Stan Lee: Captain America – Regie: Thomas Wolfertz (Deutschlandfunk)
- 2024: Tove Jansson: Die Mumins – Regie: Hannah Georgi (WDR)[30]
- 2024: Lars Henriks und Moritz Haase: Dämonenjäger Ewald Heine - Grusel-Hörspiel-Serie mit 10 Folgen – Regie: Thomas Leutzbach (WDR)[31]